# Popoiu, Bacău
Popoiu este un sat în comuna Palanca din județul Bacău, Moldova, România.